# Liste von Kürbisbrunnen
In dieser Liste sind Kürbisbrunnen aufgeführt, also Brunnen im öffentlichen Raum, die den Kürbis zum Thema haben.
| Bezeichnung                 | Bild           | Standort                                          | Staat       | Künstler            | Errichtung Einweihung | Weitere Informationen |
| --------------------------- | -------------- | ------------------------------------------------- | ----------- | ------------------- | --------------------- | --- |
| Ochs- und Esel-Brunnen      | weitere Bilder | Dannstadt-Schauernheim, Ortsteil Dannstadt (Lage) | Deutschland | Gernot Rumpf        | 1998                  | |
| Kürbisbrunnen (Fürstenfeld) |                | Fürstenfeld (Steiermark) (Lage)                   | Österreich  |                     |                       | Der Kürbisbrunnen steht für die Verbundenheit der Stadt Fürstenfeld mit ihren Umlandgemeinden und den Landwirten. Mitte September findet alljährlich das Fürstenfelder Kürbisfest statt (siehe ). |
| Kürbisbrunnen (Veresegyház) | weitere Bilder | Veresegyház (Komitat Pest) (Lage)                 | Ungarn      | Péter Módy, Éva Kun |                       | |